# Жанакурлис
Жанакурли́с (каз. Жаңақұрылыс) — село у складі Теренкольського району Павлодарської області Казахстану. Входить до складу Жанакурлиського сільського округу.
Населення — 88 осіб (2021; 148 у 2009, 229 у 1999, 280 у 1989).
Національний склад станом на 1989 рік:
- казахи — 100 %.

Станом на 1989 рік село називалось Жанакурилис.